# Sarnowo (przystanek kolejowy)
Sarnowo – zlikwidowany kolejowy przystanek osobowy w Sarnowie, w gminie Lidzbark Warmiński, w powiecie lidzbarskim w województwie warmińsko-mazurskim, w Polsce. Przystanek został otwarty w dniu 1 września 1905 roku. Zlikwidowany został w 1945 roku przez Sowietów